# Danze di Marosszék
Danze di Marosszék è una composizione per orchestra di Zoltán Kodály del 1930.

## Storia della composizione
Negli anni 1920 in Europa, si manifestò nel mondo musicale un ritorno alle origini nazionali. Il XIX secolo si era concluso nel segno di «un grande cosmopolitismo super civilizzato», per dirla con Massimo Mila, dei movimenti che si erano succeduti al romanticismo: così Claude Debussy, Giacomo Puccini e Richard Strauss erano musicisti che si distinguevano per le rispettive culture musicali di provenienza, ma accomunati per il loro gusto esteso all’universale. Il XX secolo, per contro, vide i musicisti maggiormente attenti a rivalutare le proprie origini, per così dire, geografiche. Nel 1928, il musicologo francese André Coeuroy pubblicò un fortunato libro, la cui prefazione si intitolava “Sous le signe du national”, dedicato al “Panorama de la musique contemporaine”, e tale titolo rappresentava effettivamente la parola d’ordine di quei tempi. Si parlava di “nazione”, ma in realtà si cercava ben altro; il riferimento al popolo era un modo con cui l’arte cercava un antidoto contro gli eccessi della raffinatezza oltremodo ricercata e della “super cultura”. Per quanto taluni artisti rivolgessero la propria attenzione alla nazionalità altrui (si pensi , per citare un esempio, a numerosi eminenti musicisti francesi quali Édouard Lalo, Camille Saint-Saëns, Emmanuel Chabrier, Claude Debussy e Maurice Ravel, affascinati dal colore esotico della musica spagnola), in genere ciascuno cercava di rivolgersi alle proprie tradizioni nazionali, alla ricerca, sempre per citare Mila, di “un ideale neo-primitivo di semplicità, di salute e di schiettezza”.
L’Ungheria, non diversamente dagli altri Paesi dell’Europa orientale, ebbe una propria fioritura musicale a partire dalla seconda metà del XIX secolo. Ciò fu dovuto al fatto di essere rimasta legata fin dall’inizio del XVI secolo agli Asburgo, divenendo intorno al Settecento la sede di numerose e fiorenti corti principesche, ciascuna delle quali possedeva per tradizione un’orchestra e un teatro sotto la guida di un maestro di cappella. Fu l’attività di tali maestri che, in virtù del loro contatto diretto con una terra ancora musicalmente pressoché inesplorata, iniziarono ad interessarsi ad essa, facendo uso nelle loro rispettive composizioni di frammenti melodici e movenze ritmiche locali. Tra gli esempi maggiormente significativi di tale indirizzo musicale vanno ricordati quelli dei fratelli Franz Joseph Haydn e Michael Haydn, che sempre più frequentemente pubblicarono composizioni recanti precisi riferimenti all’Ungheria. 
Tuttavia, bisogna aggiungere che la musica a cui facevano riferimento gli Haydn, e successivamente compositori quali Carl Maria von Weber, Franz Schubert e Johannes Brahms,  era ungherese solo in minima parte. Prevalentemente si trattava di motivi tratti dal repertorio di musicanti gitani, provenienti dalla lontana India, particolarmente abili nel suonare gli strumenti ad arco ed il cimbalom. Fu soltanto a partire dai primi anni del XX secolo che in Ungheria iniziò uno studio approfondito, sulla base di fonti scientifiche certe, dell’autentico patrimonio musicale magiaro, proveniente dagli Urali.
Zoltán Kodály, agli inizi della sua attività di studioso della musica, non mostrò una particolare attenzione per la musica contadina magiara, preferendo orientarsi verso un tipo di vocalità su un testo latino dove il rapporto fra parola e musica si cristallizza in una simbologia offerta da un’assai lunga tradizione. Fu solo in un secondo momento che, una volta conclusi gli studi universitari in lettere, iniziò a svolgere un’intensa attività artistica basata sull’indagine del canto popolare e del folclore in genere, successivamente indirizzata alla composizione e a un approfondito impegno didattico, nonché, seppur saltuariamente, all'attività di critico musicale. In qualità di valente etnomusicologo, Kodály ha intrapreso un proficuo ed eccellente lavoro di scoperta del canto contadino magiaro, di cui rimane la testimonianza di opere quali le raccolte di canti balcanici e, soprattutto, l'edizione del Corpus musicae popularis hungaricae del 1951. Come compositore, rimase fedele al più genuino tradizionalismo musicale, mantenendosi distante sia da stilemi tardo-romantici, sia dal richiamo di tentazioni espressioniste, preferendo mantenersi nel solco della tradizione popolare dettata da Modest Musorgskij in Russia e da Leoš Janáček in Cecoslovacchia. La predilezione di Kodály per la musica vocale, derivata dai suoi frequenti contatti con i canti popolari, ha fatto sì che il suo linguaggio musicale eccellesse in particolare nelle opere liriche, nei cori e nelle cantate. Meno nota all’estero, ma non per questo meno significativa, è la sua produzione sinfonica e di musica da camera, caratterizzata da una continua varietà armonica e timbrica, oltreché da una felice opera di recupero di testi del folclore ungherese. Sotto tale aspetto, presentano una rilevante importanza le Danze di Marosszék, nelle quali l’autore fa rivivere una grande ricchezza di materiale folcloristico, contrassegnato dalla vivacità di ritmo e dai singolari effetti strumentali. Queste Danze, piene di fascino e di freschezza vivificante, nelle quali si avverte un'atmosfera campestre rallegrata dai contadini che, dopo una giornata di lavoro, si riposano e divertono, furono concepite originariamente nel 1927 per pianoforte; tre anni dopo Kodály avrebbe provveduto alla trascrizione per orchestra, ed è soprattutto in questa seconda veste che le Danze hanno conquistato una vasta popolarità presso il pubblico nel mondo. La prima esecuzione avvenne a Budapest il 1º dicembre 1930, sotto la direzione di Ernő Dohnányi.

## Struttura della composizione
Le Danze di Marosszék traggono il loro nome dall’omonima regione, popolata dagli Székely (Siculi, in italiano, senza alcun riferimento alla Sicilia), abitanti della Transilvania (oggi compresa nella Repubblica di Romania) di stirpe e lingua ungherese. La fonte da cui Kodály trasse il materiale musicale è costituita da una mescolanza di melodie locali e forme di danza strumentali proprie del territorio d’origine, oltreché di altre aree limitrofe della Transilvania. Nella trascrizione per orchestra emerge con maggior risalto il colore popolare dei motivi originali. Lo stile orchestrale di Kodály, compositore solo in apparenza conservatore, si caratterizza in queste danze per la fusione equilibrata tra ritmica ungherese e armonia modale, oltre che per lo svolgimento dai tratti sovente impressionistici.
Sulla prefazione alla partitura, il compositore volle apporre la seguente nota che chiarisce meglio di ogni spiegazione l’origine della scelta del materiale musicale su cui si basa la composizione: «Non è forse un caso che la maggior parte dell’antica musica di danza popolare si sia conservata fino ad oggi nella zona di Marosszék, e che certi pezzi portino il nome di “Marosszéki” anche in altre regioni. Questi pezzi, oggi puramente strumentali, un tempo venivano probabilmente cantati, e di alcuni di essi è stata anche trovata la forma vocale col testo … Le famose “Danze ungheresi”, rese celebri da Brahms, rappresentano l’Ungheria cittadina del 1860 e sono in gran parte opere di compositori che vissero a quell’epoca. Le danze di Marosszék risalgono invece a un’epoca anteriore, ed evocano in noi il mondo magico della Transilvania, detta un tempo “paese delle fate”»
La versione per pianoforte era stata composta nella tonalità di do diesis minore; quando provvide a trascrivere le danze per l’edizione orchestrale, Kodály mutò la tonalità in re minore.
La struttura dell’opera si articola in una parte introduttiva, alla quale seguono alternativamente tre motivi, basati ciascuno su un proprio tema, con una coda conclusiva.
L’introduzione inizia con poche battute dei corni, ai quali seguono gli archi che annunciano un motivo grave e solenne a un tempo, originario della regione di Marosszék. Il motivo passa gradualmente tra le varie sezioni orchestrali, con un alternarsi di intensità piano e forte, fino a condurre all’esposizione della prima danza, la cui spensierata gaiezza contrasta con la severità dell’introduzione. Sono gli archi ad iniziare, seguiti dallo zufolare dei legni acuti con l’accompagnamento in pizzicato. Una breve pausa precede un colpo dei piatti che dà il via a un vivace carosello tra archi e percussioni; poi, è la volta dell’oboe, seguito dagli archi e da vari impasti sonori tra le sezioni orchestrali. Il ritmo poco alla volta rallenta fino a giungere ad una breve pausa, dopo la quale si ode nuovamente il motivo dell’introduzione, sottoposto a una serie di crescendo e diminuendo di grande effetto, dove emerge la maestria nell’orchestrazione del compositore.
Un’altra breve pausa precede la riapparizione dell’oboe, che annuncia il tema della seconda danza, dal tono mesto ed elegiaco, come un rimpianto della gioia perduta, ripreso in successione dal flauto (accompagnato da archi, corni e clarinetti), dall’ottavino (con il pizzicato di sottofondo), dal violino, dal contrabbasso e dagli altri archi, fino al ritorno dell’introduzione in forma variata da parte delle varie sezioni orchestrali, con l’alternarsi di forte - piano, fino ad un accelerando che conduce alla terza danza, introdotta dai legni acuti e successivamente sviluppata mediante un’altra serie di impasti timbrici, mentre il ritmo progressivamente accelera fino a giungere al ritorno della solennità introduttiva degli archi accompagnati dagli ottoni che ripetono il tema iniziale, seguiti dalle altre sezioni strumentali. 
Sembra che la musica si concluda con un progressivo rallentando, ma poi è la volta della coda, dominata dall’inizio alla fine da un vorticoso ritmo di danza, in un tripudio di brillanti colori orchestrali che conclude la pagina.

## Discografia parziale
- Budapest Philharmonic Orchestra, János Ferencsik (Hungaroton)
- Czecho-Slovak Radio Symphony Orchestra, Adrian Leaper (Naxos)
- Philadelphia Orchestra, Eugene Ormandy (RCA BMG)
- Philadelphia Orchestra, Eugene Ormandy (Sony BMG)
- Philharmonia Hungarica, Antal Dorati (Decca)